# Бритц, Ральф
Ральф Бритц (Ralf Britz) - британский ихтиолог, доктор наук.
В настоящее время является сотрудником Лондонского музея естественной истории.
Известен как учёный, описавший необычный вид карпообразных рыб Danionella dracula Britz & al., 2009
«Дракула» имеет около 17 мм в длину и водится только в одной из рек Мьянмы. Эта рыба (как и все карпообразные рыбы, к семейству которых она относится) потеряла свои зубы в процессе эволюции, однако затем отрастила костяные клыки (клыки рыбы эволюционировали из её костей). Ральф Бритц вывез маленькую рыбку из Мьянмы и наблюдал за ней в течение года. После того как рыбка умерла, он исследовал её под микроскопом и заметил необычные образования, которые оказались подобием зубов.
Исследование ДНК рыбы позволило точно определить её место в семействе карпообразных, которые потеряли зубы не позднее 50 млн. лет назад. Причина, по которой «Дракула» эволюционировала более интенсивно, чем её ближайшие родственники состоит в том, что этот вид рыб размножается в очень раннем возрасте, что способствует выбору наиболее удачных эволюционных форм.
Также доктор Ральф Бритц помогал анализировать скелет самой маленькой известной науке рыбы Paedocypris progenetica Kottelat, Britz, Tan & Witte, 2005, обнаруженной в болотах острова Суматра. Взрослые особи этого вида из семейства карповых достигают в длину максимум 7,9 миллиметра и имеют незащищенную костным покровом голову.